# Amélie (саундтрек)
Amélie — саундтрек к фильму «Амели», выпущенный в 2001 году на лейбле Virgin Records. Французский композитор-мультиинструменталист Ян Тирсен написал 22 из 24 композиций альбома. Amélie возглавил французский чарт, а также занял второе место в чарте Billboard Top World Music Albums. Композиция «Comptine d’un autre été: L’Après-midi», выпущенная как сингл, занимала позиции в чартах Швейцарии, Австрии, Германии и Франции. Альбом выиграл премию от Международной академии саундтреков в категории «Лучшая музыка к фильму», а также премию «Сезар» за лучшую музыку к фильму.
Все релизы альбома содержат 20 композиций, и лишь в одно из французских изданий были включены четыре бонус-трека.

## Список композиций
Вся музыка написана Яном Тирсеном, кроме указанных особо композиций.
| №                   | Название                                  | Текст песни               | Музыка                     | Длительность |
| ------------------- | ----------------------------------------- | ------------------------- | -------------------------- | ------------ |
| 1.                  | «J'y suis jamais allé»                    |                           |                            | 1:34         |
| 2.                  | «Les Jours tristes»                       |                           | Тирсен, Нил Хэннон         | 3:03         |
| 3.                  | «La Valse d'Amélie»                       |                           |                            | 2:15         |
| 4.                  | «Comptine d'un autre été: L'Après-midi»   |                           |                            | 2:20         |
| 5.                  | «La Noyée»                                |                           |                            | 2:03         |
| 6.                  | «L'Autre valse d'Amélie»                  |                           |                            | 1:33         |
| 7.                  | «Guilty» (исполнена Элом Боули)           | Гас Кан                   | Ричард Уайтинг, Гарри Экст | 3:13         |
| 8.                  | «À quai»                                  |                           |                            | 3:32         |
| 9.                  | «Le Moulin»                               |                           |                            | 4:27         |
| 10.                 | «Pas si simple»                           |                           |                            | 1:52         |
| 11.                 | «La Valse d'Amélie» (оркестровая версия)  |                           |                            | 2:00         |
| 12.                 | «La Valse des vieux os»                   |                           |                            | 2:20         |
| 13.                 | «La Dispute»                              |                           |                            | 4:15         |
| 14.                 | «Si tu n'étais pas là» (исполнена Фреэль) | Гастон Кларет, Пьер Бейль |                            | 3:29         |
| 15.                 | «Soir de fête»                            |                           |                            | 2:55         |
| 16.                 | «La Redécouverte»                         |                           |                            | 1:13         |
| 17.                 | «Sur le fil»                              |                           |                            | 4:23         |
| 18.                 | «Le Banquet»                              |                           |                            | 1:31         |
| 19.                 | «La Valse d'Amélie» (фортепианная версия) |                           |                            | 2:38         |
| 20.                 | «La Valse des monstres»                   |                           |                            | 3:39         |
| Общая длительность: | Общая длительность:                       | Общая длительность:       | Общая длительность:        | 54:45        |

| №                   | Название                                                            | Длительность |
| ------------------- | ------------------------------------------------------------------- | ------------ |
| 21.                 | «L'Autre valse d'Amélie» (струнная и фортепианно-квинтетная версия) | 1:43         |
| 22.                 | «Les Deux pianos»                                                   | 2:00         |
| 23.                 | «Comptine d'un autre été: La Démarche»                              | 2:03         |
| 24.                 | «La Maison»                                                         | 2:03         |
| Общая длительность: | Общая длительность:                                                 | 1:01:36      |

## Участники записи
Список составлен на информации сайта Discogs.
| Музыканты - Ян Тирсен — фортепиано, карильон, банджо, мандолина, гитара, клавесин, вибрафон, аккордеон, мелодика - Оркестровый соборный ансамбль (англ. Ensemble Orchestral Synaxis) — оркестр (композиции «Les Jours tristes» и «À quai») - Кристина Отт (фр. Christine Ott) — волны Мартено (композиция «À quai») - Кристиан Кермале (фр. Christian Quermalet) — ударные (композиция «Les Jours tristes») | Производство - Уве Тайхерт (фр. Uwe Teichert) — мастеринг - Фабрис Лоро (фр. Fabrice Laureau) — сведение - Марк Бруккер (фр. Marc Bruckert) — обложка |

## Награды и номинации
Список составлен на информации сайта IMDb.

### Награды
- 2001 — премия от Международной академии саундтреков за лучшую музыку к фильму[англ.]
- 2002 — премия «Сезар» за лучшую музыку к фильму

### Номинации
- 2001 — премия BAFTA за лучшую музыку к фильму
- 2001 — премия от Международной академии саундтреков в категории «Кинокомпозитор года»[англ.]
- 2001 — премия от Phoenix Film Critics Society[англ.] за лучший саундтрек

## Чарты
| Чарты                            | Позиция |
| -------------------------------- | ------- |
| Billboard Top World Music Albums | 2       |
| Media Control Charts             | 33      |
| IRMA                             | 33      |
| MegaCharts                       | 31      |
| Ö3 Austria Top 40                | 35      |
| Schweizer Hitparade              | 28      |
| SNEP                             | 1       |
| Ultratop                         | 3/2     |

| Чарты                | Позиция |
| -------------------- | ------- |
| Media Control Charts | 47      |
| Ö3 Austria Top 40    | 41      |
| Schweizer Hitparade  | 34      |
| SNEP                 | 194     |

## Сертификации
| Страна   | Сертификат | Продажи |
| -------- | ---------- | ------- |
| Канада   | Платиновый | 100 000 |
| Германия | Золотой    | 100 000 |

## Кавер-версии
- В 2007 году американская рок-группа New Found Glory выпустила кавер-альбом From the Screen to Your Stereo Part II[англ.], содержащий кавер на «J’y suis jamais allé».

## Прочие появления
- Корейская брейк-данс-команда Expression Crew[англ.] в своём номере «Марионетка» (англ. Marionette) использовала следующие композиции из альбома: «Le Moulin», «La Valse d’Amélie» (оркестровая версия), «J’y suis jamais allé», «La Noyée», «La Valse d’Amélie» (фортепианная версия), «Les Jours tristes».
- Композиция «Les Jours tristes» была использована в качестве би-сайда к синглу «Perfect Lovesong» северо-ирландской барокко-поп-группы The Divine Comedy[12].